# Германско военно гробище (Битоля)
Германското военно гробище в Битоля (на немски: Kriegsgräberstätte Bitolа) е създадено след края на Първата световна война, като в него са погребани 3 406 германски войници и офицери. Главен архитект на гробището е Роберт Тишлер. Открито е през 30-те години на XX в. Гробището се поддържа изключително от организацията „Volksbund Deutsche Kriegsgräberfürsorge e.V.“.
Второ германско военно гробище от Първата световна война се намира в Прилеп, а трето е това край Градско.